# Treseolobus pilosus
Treseolobus pilosus är en mångfotingart som beskrevs av Carl Graf Attems 1907. Treseolobus pilosus ingår i släktet Treseolobus och familjen fingerdubbelfotingar. Inga underarter finns listade i Catalogue of Life.